# 2024 en canoë-kayak
Cet article présente les faits marquants de l'année 2024 en canoë-kayak.

## Évènements

### Jeux olympiques et paralympiques
- Canoë-kayak aux Jeux olympiques d'été de 2024
- Canoë-kayak aux Jeux paralympiques d'été de 2024